# جزیره جبل الطیر
جزیره جبل الطیر (به عربی: جبل الطیر) یک کوه، آتشفشان، جزیره آتشفشانی و جزیره در یمن است که در بخش الیوهیاه واقع شده‌است. جزیره جبل الطیر ۲۴۴ متر بالاتر از سطح دریا واقع شده‌است.